# Geum geniculatum
Geum geniculatum är en rosväxtart som beskrevs av André Michaux. Geum geniculatum ingår i släktet nejlikrotsläktet, och familjen rosväxter. Inga underarter finns listade i Catalogue of Life.